# Franz Maximilian Groedel

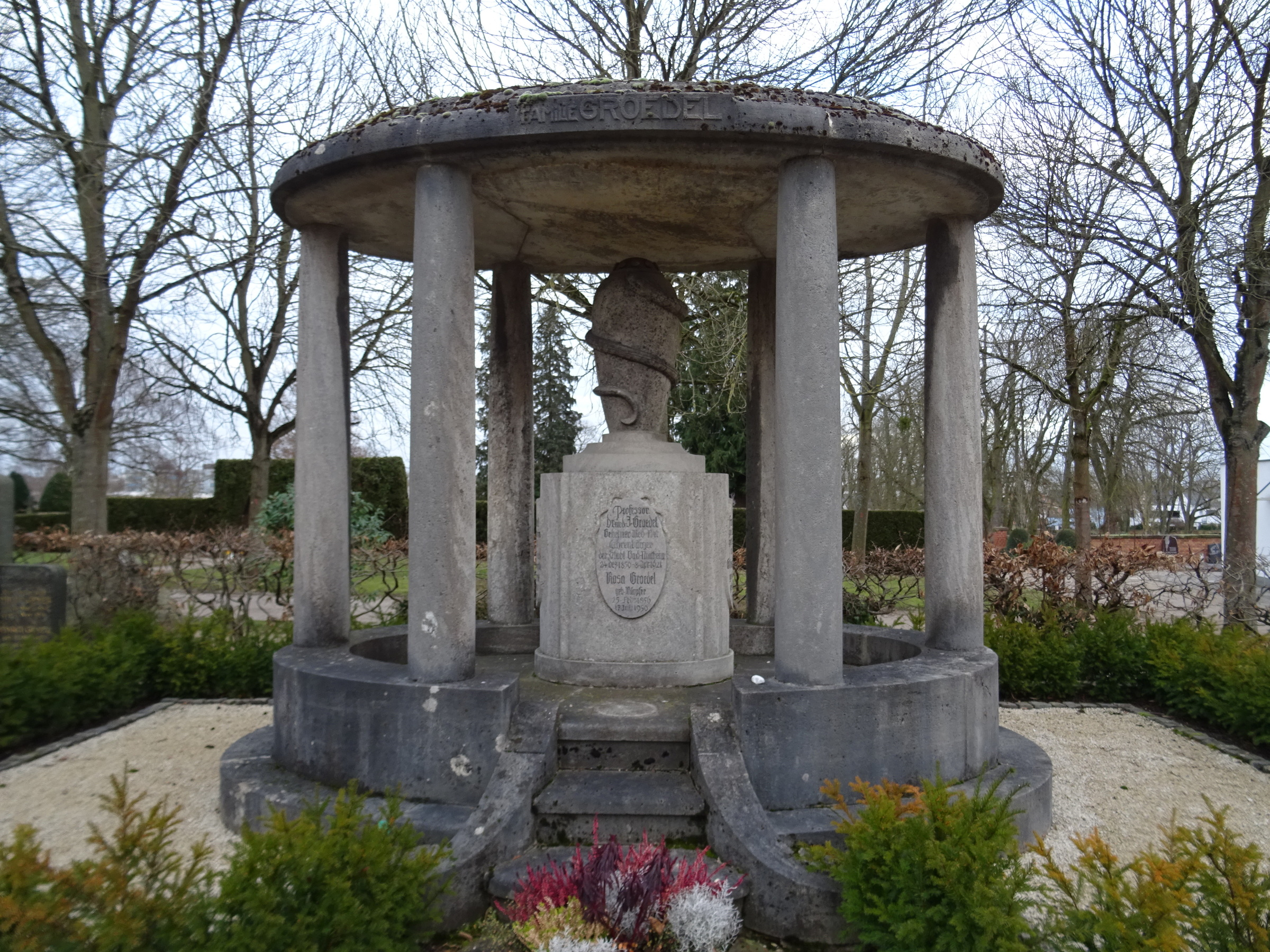
Grabmal der Familie Groedel in Bad Nauheim

Franz Maximilian Groedel (* 23. Mai 1881 in Bad Nauheim; † 12. Oktober 1951 in New York) war ein deutscher Kardiologe, der in die USA emigrierte.

## Leben
Sein Vater war Isidor Maximilian Groedel (auch: Isidor Mayer Groedel; 1850–1921). Dieser galt als Pionier der Balneologie und Kardiologie und war Ehrenbürger der Stadt Bad Nauheim. Außerdem war er Arzt der letzten deutschen Kaiserin.
Franz Maximilian Groedel studierte in München, Gießen und Leipzig. Während seines Studiums wurde er Mitglied der Burschenschaft Alemannia Gießen (1901) und der Burschenschaft Cimbria München. In Leipzig promovierte er. 1909 entwickelte er die Röntgenkinematographie.
Groedel leitete von 1909 bis 1933 die Röntgenabteilung am Frankfurter Hospital zum heiligen Geist und übernahm 1921 in Bad Nauheim auch die Leitung des von seinem Vater gegründeten Sanatoriums. Gestützt auf die Spende der Witwe eines früheren Patienten gründete Groedel 1931 das Kerckhoff-Institut in Bad Nauheim, zu dessen Direktor auf Lebenszeit er berufen worden war. Das Institut wurde 1951 von der Max-Planck-Gesellschaft übernommen und trägt heute den Namen Max-Planck-Institut für Herz- und Lungenforschung.
Neben seinen ärztlichen und unternehmerischen Tätigkeiten war Groedel auch in der universitären Medizin aktiv. Er wurde 1919 an der Johann Wolfgang Goethe-Universität Frankfurt am Main habilitiert und zum Privatdozenten ernannt; 1925 erfolgte hier seine Ernennung zum außerplanmäßigen Professor für Röntgenologie und Physikalische Therapie.
1933 wurde Groedel nach § 3 des Gesetzes zur Wiederherstellung des Berufsbeamtentums die Lehrbefugnis entzogen. Wegen seiner jüdischen Abstammung emigrierte er noch im gleichen Jahr in die USA. Er wurde Research Fellow am Biologischen Institut der Fordham University und beratender Kardiologe an verschiedenen New Yorker Kliniken. 1945 wählte ihn die New Yorker Kardiologengesellschaft zu ihrem Präsidenten, und am 28. November 1949 gründete Groedel zusammen mit Bruno Kisch in New York das American College of Cardiology (ACC). Groedel wurde dessen erster Präsident, Kisch 1951 sein Nachfolger. Groedel blieb aber auch dem Kerckhoff-Institut bis zu seinem Tode eng verbunden und leitete es als Direktor weiterhin von New York aus.
Groedel lehnte nach dem Zweiten Weltkrieg eine Rückkehr nach Deutschland ab, gehörte aber ab 1945 bis zu seinem Tode zum Lehrkörper der Frankfurter Universität. Aus Anlass seines 70. Geburtstages verlieh sie ihm 1951 die Ehrendoktorwürde.
Groedels Urne wurde in der Familiengruft im allgemeinen Friedhof in Bad Nauheim beigesetzt.
Seit 1955 verleiht die Deutsche Gesellschaft für Kardiologie, an deren Gründung im Jahre 1927 Groedel ebenso wie Bruno Kisch beteiligt war, die Franz-Groedel-Medaille.

## Schriften (Auswahl)
- als Hrsg.: Atlas und Grundriss der Röntgendiagnostik der Inneren Medizin. Lehmann, München 1909; 2. Auflage 1914; 3. Auflage: Grundriss und Atlas der Röntgendiagnostik in der inneren Medizin und den Grenzgebieten. 1921; 4. Auflage: Lehrbuch und Atlas der Röntgendiagnostik in der inneren Medizin und ihren Grenzgebieten. 1924; weitere, weitgehend umgearbeitete Auflage: Franz M. Groedels Röntgendiagnostik in der inneren Medizin und ihren Grenzgebieten (Lehrbuch und Atlas). Hrsg. von Heinz Lossen. 2 Bände. Ebenda 1936. – Mit Beiträgen von Groedel, Lossen, Hermann Wintz, Peiper und Heinrich Guthmann.